# Anniella geronimensis
Anniella geronimensis е вид влечуго от семейство Anniellidae. Видът е застрашен от изчезване.

## Разпространение
Разпространен е в Мексико.